# Collegio elettorale di Genova II (Senato della Repubblica)
Il collegio di Genova II fu un collegio elettorale uninominale della Repubblica Italiana appartenente alla circoscrizione Liguria; fu utilizzato per eleggere un senatore della Repubblica dalla I alla XI legislatura.

## Storia
Il collegio venne creato nel 1948 secondo la legge n. 29 del 6 febbraio 1948 la quale, pur basandosi sull'impianto proporzionale in vigore per la Camera, rispetto a quest'ultima conteneva alcuni piccoli correttivi in senso maggioritario. Tale legge ebbe il suo definitivo perfezionamento col Testo Unico n°361 del 1957. Differentemente dalla Camera, la legge elettorale del Senato si articolava su base regionale, seguendo il dettato costituzionale (art.57). Ogni Regione era suddivisa in tanti collegi uninominali quanti erano i seggi ad essa assegnati. All'interno di ciascun collegio, veniva eletto il candidato che avesse raggiunto il quorum del 65% delle preferenze: tale soglia, oggettivamente di difficilissimo conseguimento, tradiva l'impianto proporzionale su cui era concepito anche il sistema elettorale della Camera Alta. Qualora, come normalmente avveniva, nessun candidato avesse conseguito l'elezione, i voti di tutti i candidati venivano raggruppati in liste di partito a livello regionale, dove i seggi venivano allocati utilizzando il metodo D'Hondt delle maggiori medie statistiche e quindi, all'interno di ciascuna lista, venivano dichiarati eletti i candidati con le migliori percentuali di preferenza.
Il collegio di Genova II venne abolito nel 1993, con la cosiddetta Legge Mattarella (Legge n. 276, Norme per l'elezione del Senato della Repubblica), attuata in seguito al referendum abrogativo del 1993, quando venne istituito per la Camera dei deputati e per il Senato della Repubblica un sistema di elezione misto, in parte maggioritario e in parte proporzionale. Il 75% dei parlamentari dell'assemblea veniva eletto in collegi uninominali tramite sistema maggioritario a turno unico; il restante 25% al Senato veniva eletto tramite recupero proporzionale dei più votati non eletti attraverso un meccanismo di calcolo denominato "scorporo", cioè sottraendo dal conteggio dei voti totali di una lista nella parte proporzionale i voti ottenuti dai candidati collegati alla medesima lista che erano eletti nei collegi uninominali con il sistema maggioritario.

## Territorio
Il collegio di Genova II era uno degli 8 collegi uninominali in cui era suddivisa la Liguria; era interamente compreso nelle provincia di Genova e comprendeva i seguenti comuni: Campomorone, Ceranesi, parte del comune di Genova (in particolare i quartieri di Rivarolo, Bolzaneto, Pontedecimo e San Quirico, Molo Mare, Maddalena, Prè e San Teodoro), Mignanego, Sant'Olcese e Serra Riccò.

## Dati elettorali

### I legislatura
|                                                                                | Gaetano Barbareschi ✔️ Eletto | Fronte Democratico Popolare                      | 51 317  | 48,92 |  |  |  |  |  |
|                                                                                | Primo Romolo Pallenzona       | Democrazia Cristiana                             | 41 704  | 39,75 |  |  |  |  |  |
|                                                                                | Mario Bettinotti              | Unità Socialista - Partito Repubblicano Italiano | 10 543  | 10,05 |  |  |  |  |  |
|                                                                                | Angelo Bovi                   | Blocco Nazionale                                 | 1 345   | 1,28  |  |  |  |  |  |
| Totale                                                                         | Totale                        | Totale                                           | 104 909 | 100   |  |  |  |  |  |
|                                                                                |                               |                                                  |         |       |  |  |  |  |  |
| Voti non validi                                                                | Voti non validi               | Voti non validi                                  | 4 149   | 3,80  |  |  |  |  |  |
| Votanti                                                                        | Votanti                       | Votanti                                          | 109 058 | 91,63 |  |  |  |  |  |
| Elettori                                                                       | Elettori                      | Elettori                                         | 119 018 |       |  |  |  |  |  |
|                                                                                |                               |                                                  |         |       |  |  |  |  |  |
| Nota: quorum del 65% non raggiunto; ripartizione dei seggi a livello regionale |                               |                                                  |         |       |  |  |  |  |  |
| Data: 18 aprile 1948                                                           |                               |                                                  |         |       |  |  |  |  |  |
| Fonte: Ministero dell'interno                                                  |                               |                                                  |         |       |  |  |  |  |  |

### II legislatura
|                                                                                | Alessandro Salvarezza         | Democrazia Cristiana                    | 39 342  | 33,72 |  |  |  |  |  |
|                                                                                | Antonio Negro ✔️ Eletto       | Partito Comunista Italiano              | 36 610  | 31,38 |  |  |  |  |  |
|                                                                                | Gaetano Barbareschi ✔️ Eletto | Partito Socialista Italiano             | 23 548  | 20,18 |  |  |  |  |  |
|                                                                                | Barsanti Rossini              | Partito Socialista Democratico Italiano | 6 343   | 5,44  |  |  |  |  |  |
|                                                                                | Gino Pietro Bigazzi           | Movimento Sociale Italiano              | 3 639   | 3,12  |  |  |  |  |  |
|                                                                                | Vittorio Moraglia             | Partito Nazionale Monarchico            | 2 909   | 2,49  |  |  |  |  |  |
|                                                                                | Carlo Bozzo                   | PLI - PRI                               | 2 693   | 2,31  |  |  |  |  |  |
|                                                                                | Luigi Burlando                | Alleanza Democratica Nazionale          | 845     | 0,72  |  |  |  |  |  |
|                                                                                | Antonio Spina                 | Unità Popolare                          | 753     | 0,65  |  |  |  |  |  |
| Totale                                                                         | Totale                        | Totale                                  | 116 682 | 100   |  |  |  |  |  |
|                                                                                |                               |                                         |         |       |  |  |  |  |  |
| Voti non validi                                                                | Voti non validi               | Voti non validi                         | 3 646   | 3,03  |  |  |  |  |  |
| Votanti                                                                        | Votanti                       | Votanti                                 | 120 328 | 93,03 |  |  |  |  |  |
| Elettori                                                                       | Elettori                      | Elettori                                | 129 343 |       |  |  |  |  |  |
|                                                                                |                               |                                         |         |       |  |  |  |  |  |
| Nota: quorum del 65% non raggiunto; ripartizione dei seggi a livello regionale |                               |                                         |         |       |  |  |  |  |  |
| Data: 7 giugno 1953                                                            |                               |                                         |         |       |  |  |  |  |  |
| Fonte: Ministero dell'interno                                                  |                               |                                         |         |       |  |  |  |  |  |

### III legislatura
|                                                                                | Lazzaro Maria De Bernardis | Democrazia Cristiana                    | 40 148  | 32,99 |  |  |  |  |  |
|                                                                                | Secondo Pessi              | Partito Comunista Italiano              | 35 634  | 29,28 |  |  |  |  |  |
|                                                                                | Gaetano Barbareschi        | Partito Socialista Italiano             | 27 784  | 22,83 |  |  |  |  |  |
|                                                                                | Raimondo Giaroli           | Partito Socialista Democratico Italiano | 6 373   | 5,24  |  |  |  |  |  |
|                                                                                | Casimiro Taccini           | Movimento Sociale Italiano              | 5 075   | 4,17  |  |  |  |  |  |
|                                                                                | Umberto Poggi Bonifanti    | Partito Liberale Italiano               | 2 753   | 2,26  |  |  |  |  |  |
|                                                                                | Tito Poddigue              | Partito Nazionale Monarchico            | 1 762   | 1,45  |  |  |  |  |  |
|                                                                                | Francesco Libonati         | PRI - Partito Radicale                  | 1 562   | 1,28  |  |  |  |  |  |
|                                                                                | Giovanni Cavallo           | Comunità                                | 599     | 0,49  |  |  |  |  |  |
| Totale                                                                         | Totale                     | Totale                                  | 121 690 | 100   |  |  |  |  |  |
|                                                                                |                            |                                         |         |       |  |  |  |  |  |
| Voti non validi                                                                | Voti non validi            | Voti non validi                         | 5 094   | 4,02  |  |  |  |  |  |
| Votanti                                                                        | Votanti                    | Votanti                                 | 126 784 | 93,04 |  |  |  |  |  |
| Elettori                                                                       | Elettori                   | Elettori                                | 136 266 |       |  |  |  |  |  |
|                                                                                |                            |                                         |         |       |  |  |  |  |  |
| Nota: quorum del 65% non raggiunto; ripartizione dei seggi a livello regionale |                            |                                         |         |       |  |  |  |  |  |
| Data: 25 maggio 1958                                                           |                            |                                         |         |       |  |  |  |  |  |
| Fonte: Ministero dell'interno                                                  |                            |                                         |         |       |  |  |  |  |  |

### IV legislatura
|                                                                                | Angiola Minella ✔️ Eletta     | Partito Comunista Italiano              | 43 697  | 36,13 |  |  |  |  |  |
|                                                                                | E. Ferralasco                 | Democrazia Cristiana                    | 33 697  | 27,86 |  |  |  |  |  |
|                                                                                | Gaetano Barbareschi ✔️ Eletto | Partito Socialista Italiano             | 22 265  | 18,41 |  |  |  |  |  |
|                                                                                | M. Pescara                    | Partito Socialista Democratico Italiano | 7 798   | 6,45  |  |  |  |  |  |
|                                                                                | M. Trombetta                  | Partito Liberale Italiano               | 7 336   | 6,07  |  |  |  |  |  |
|                                                                                | G. Peragallo                  | MSI - PDIUM                             | 4 966   | 4,11  |  |  |  |  |  |
|                                                                                | T. Albites Coen               | Partito Repubblicano Italiano           | 1 175   | 0,97  |  |  |  |  |  |
| Totale                                                                         | Totale                        | Totale                                  | 120 934 | 100   |  |  |  |  |  |
|                                                                                |                               |                                         |         |       |  |  |  |  |  |
| Voti non validi                                                                | Voti non validi               | Voti non validi                         | 5 709   | 4,51  |  |  |  |  |  |
| Votanti                                                                        | Votanti                       | Votanti                                 | 126 643 | 92,75 |  |  |  |  |  |
| Elettori                                                                       | Elettori                      | Elettori                                | 136 539 |       |  |  |  |  |  |
|                                                                                |                               |                                         |         |       |  |  |  |  |  |
| Nota: quorum del 65% non raggiunto; ripartizione dei seggi a livello regionale |                               |                                         |         |       |  |  |  |  |  |
| Data: 28 aprile 1963                                                           |                               |                                         |         |       |  |  |  |  |  |
| Fonte: Ministero dell'interno                                                  |                               |                                         |         |       |  |  |  |  |  |

### V legislatura
|                                                                                | Angiola Minella ✔️ Eletta | PCI - PSIUP                   | 50 754  | 43,11 |  |  |  |  |  |
|                                                                                | A. Canepa                 | Democrazia Cristiana          | 34 059  | 28,93 |  |  |  |  |  |
|                                                                                | G. Di Benedetto           | PSI-PSDI Unificati            | 20 193  | 17,15 |  |  |  |  |  |
|                                                                                | M. Trombetta              | Partito Liberale Italiano     | 7 743   | 6,58  |  |  |  |  |  |
|                                                                                | E. Ghersi                 | Movimento Sociale Italiano    | 3 479   | 2,96  |  |  |  |  |  |
|                                                                                | G. C. Pellegrini          | Partito Repubblicano Italiano | 1 503   | 1,28  |  |  |  |  |  |
| Totale                                                                         | Totale                    | Totale                        | 117 731 | 100   |  |  |  |  |  |
|                                                                                |                           |                               |         |       |  |  |  |  |  |
| Voti non validi                                                                | Voti non validi           | Voti non validi               | 7 087   | 5,68  |  |  |  |  |  |
| Votanti                                                                        | Votanti                   | Votanti                       | 124 818 | 92,67 |  |  |  |  |  |
| Elettori                                                                       | Elettori                  | Elettori                      | 134 693 |       |  |  |  |  |  |
|                                                                                |                           |                               |         |       |  |  |  |  |  |
| Nota: quorum del 65% non raggiunto; ripartizione dei seggi a livello regionale |                           |                               |         |       |  |  |  |  |  |
| Data: 19 maggio 1968                                                           |                           |                               |         |       |  |  |  |  |  |
| Fonte: Ministero dell'interno                                                  |                           |                               |         |       |  |  |  |  |  |

### VI legislatura
|                                                                                | Carlo Cavalli ✔️ Eletto | PCI - PSIUP                             | 49 328  | 41,83 |  |  |  |  |  |
|                                                                                | V. Rastrelli            | Democrazia Cristiana                    | 34 065  | 28,89 |  |  |  |  |  |
|                                                                                | U. D. Biancucci         | Partito Socialista Italiano             | 15 201  | 12,89 |  |  |  |  |  |
|                                                                                | M. Lantini              | Movimento Sociale Italiano              | 5 931   | 5,03  |  |  |  |  |  |
|                                                                                | A. Grasso               | Partito Socialista Democratico Italiano | 5 788   | 4,91  |  |  |  |  |  |
|                                                                                | F. Perri                | Partito Liberale Italiano               | 4 569   | 3,87  |  |  |  |  |  |
|                                                                                | Ugo La Malfa            | Partito Repubblicano Italiano           | 3 049   | 2,59  |  |  |  |  |  |
| Totale                                                                         | Totale                  | Totale                                  | 117 931 | 100   |  |  |  |  |  |
|                                                                                |                         |                                         |         |       |  |  |  |  |  |
| Voti non validi                                                                | Voti non validi         | Voti non validi                         | 4 610   | 3,76  |  |  |  |  |  |
| Votanti                                                                        | Votanti                 | Votanti                                 | 122 541 | 93,65 |  |  |  |  |  |
| Elettori                                                                       | Elettori                | Elettori                                | 130 852 |       |  |  |  |  |  |
|                                                                                |                         |                                         |         |       |  |  |  |  |  |
| Nota: quorum del 65% non raggiunto; ripartizione dei seggi a livello regionale |                         |                                         |         |       |  |  |  |  |  |
| Data: 7 maggio 1972                                                            |                         |                                         |         |       |  |  |  |  |  |
| Fonte: Ministero dell'interno                                                  |                         |                                         |         |       |  |  |  |  |  |

### VII legislatura
|                                                                                | Anna Maria Conterno Degli Abbati ✔️ Eletta | Partito Comunista Italiano  | 57 040  | 48,46 |  |  |  |  |  |
|                                                                                | Roberto Tonon                              | Democrazia Cristiana        | 33 244  | 28,24 |  |  |  |  |  |
|                                                                                | Francesco Fossa                            | Partito Socialista Italiano | 15 558  | 13,22 |  |  |  |  |  |
|                                                                                | Carlo Marongiu                             | PLI - PRI - PSDI            | 5 921   | 5,03  |  |  |  |  |  |
|                                                                                | Sergio Bornacin                            | Movimento Sociale Italiano  | 4 179   | 3,55  |  |  |  |  |  |
|                                                                                | Marco Pannella                             | Partito Radicale            | 1 767   | 1,50  |  |  |  |  |  |
| Totale                                                                         | Totale                                     | Totale                      | 117 709 | 100   |  |  |  |  |  |
|                                                                                |                                            |                             |         |       |  |  |  |  |  |
| Voti non validi                                                                | Voti non validi                            | Voti non validi             | 4 487   | 3,67  |  |  |  |  |  |
| Votanti                                                                        | Votanti                                    | Votanti                     | 122 196 | 94,23 |  |  |  |  |  |
| Elettori                                                                       | Elettori                                   | Elettori                    | 129 682 |       |  |  |  |  |  |
|                                                                                |                                            |                             |         |       |  |  |  |  |  |
| Nota: quorum del 65% non raggiunto; ripartizione dei seggi a livello regionale |                                            |                             |         |       |  |  |  |  |  |
| Data: 20 giugno 1976                                                           |                                            |                             |         |       |  |  |  |  |  |
| Fonte: Ministero dell'interno                                                  |                                            |                             |         |       |  |  |  |  |  |

### VIII legislatura
|                                                                                | Anna Maria Conterno Degli Abbati ✔️ Eletta | Partito Comunista Italiano                   | 51 459  | 45,07 |  |  |  |  |  |
|                                                                                | G. D. Orecchia                             | Democrazia Cristiana                         | 31 651  | 27,72 |  |  |  |  |  |
|                                                                                | M. Fragugia                                | Partito Socialista Italiano                  | 13 569  | 11,89 |  |  |  |  |  |
|                                                                                | A. Angelico                                | Partito Radicale                             | 5 027   | 4,40  |  |  |  |  |  |
|                                                                                | A. Testa                                   | Partito Socialista Democratico Italiano      | 3 913   | 3,43  |  |  |  |  |  |
|                                                                                | A. Demartini                               | Movimento Sociale Italiano                   | 3 418   | 2,99  |  |  |  |  |  |
|                                                                                | S. Donati                                  | Partito Repubblicano Italiano                | 2 551   | 2,23  |  |  |  |  |  |
|                                                                                | G. A. Cassinelli                           | Partito Liberale Italiano                    | 2 233   | 1,96  |  |  |  |  |  |
|                                                                                | E. Conti                                   | Costituente di Destra - Democrazia Nazionale | 345     | 0,30  |  |  |  |  |  |
| Totale                                                                         | Totale                                     | Totale                                       | 114 166 | 100   |  |  |  |  |  |
|                                                                                |                                            |                                              |         |       |  |  |  |  |  |
| Voti non validi                                                                | Voti non validi                            | Voti non validi                              | 5 397   | 4,51  |  |  |  |  |  |
| Votanti                                                                        | Votanti                                    | Votanti                                      | 119 563 | 92,04 |  |  |  |  |  |
| Elettori                                                                       | Elettori                                   | Elettori                                     | 129 909 |       |  |  |  |  |  |
|                                                                                |                                            |                                              |         |       |  |  |  |  |  |
| Nota: quorum del 65% non raggiunto; ripartizione dei seggi a livello regionale |                                            |                                              |         |       |  |  |  |  |  |
| Data: 3 giugno 1979                                                            |                                            |                                              |         |       |  |  |  |  |  |
| Fonte: Ministero dell'interno                                                  |                                            |                                              |         |       |  |  |  |  |  |

### IX legislatura
|                                                                                | Raimondo Ricci ✔️ Eletto      | Partito Comunista Italiano    | 49 931  | 46,60 |  |  |  |  |  |
|                                                                                | Maria Pia Bozzo               | Democrazia Cristiana          | 25 300  | 23,61 |  |  |  |  |  |
|                                                                                | Delio Meoli                   | Partito Socialista Italiano   | 11 285  | 10,53 |  |  |  |  |  |
|                                                                                | Anna Maria Freggiaro          | PLI - PSDI                    | 4 788   | 4,47  |  |  |  |  |  |
|                                                                                | Sergio Biancelli              | Partito Repubblicano Italiano | 4 570   | 4,26  |  |  |  |  |  |
|                                                                                | Giovanni Stadelmann Garavelli | Movimento Sociale Italiano    | 4 503   | 4,20  |  |  |  |  |  |
|                                                                                | Renato Andreani               | Partito Radicale              | 3 096   | 2,89  |  |  |  |  |  |
|                                                                                | Stefano Oberti                | Lista per Trieste-PPPIU       | 1 873   | 1,75  |  |  |  |  |  |
|                                                                                | Fernanda La Camera            | Democrazia Proletaria         | 1 810   | 1,69  |  |  |  |  |  |
| Totale                                                                         | Totale                        | Totale                        | 107 156 | 100   |  |  |  |  |  |
|                                                                                |                               |                               |         |       |  |  |  |  |  |
| Voti non validi                                                                | Voti non validi               | Voti non validi               | 7 730   | 6,73  |  |  |  |  |  |
| Votanti                                                                        | Votanti                       | Votanti                       | 114 886 | 88,63 |  |  |  |  |  |
| Elettori                                                                       | Elettori                      | Elettori                      | 129 628 |       |  |  |  |  |  |
|                                                                                |                               |                               |         |       |  |  |  |  |  |
| Nota: quorum del 65% non raggiunto; ripartizione dei seggi a livello regionale |                               |                               |         |       |  |  |  |  |  |
| Data: 26 giugno 1983                                                           |                               |                               |         |       |  |  |  |  |  |
| Fonte: Ministero dell'interno                                                  |                               |                               |         |       |  |  |  |  |  |

### X legislatura
|                                                                                | Gianna Schelotto ✔️ Eletta | Partito Comunista Italiano    | 46 928  | 43,86 |  |  |  |  |  |
|                                                                                | A. Carmine                 | Democrazia Cristiana          | 25 916  | 24,22 |  |  |  |  |  |
|                                                                                | Delio Meoli                | PSI - PSDI - PR               | 15 315  | 14,31 |  |  |  |  |  |
|                                                                                | P. Maurer                  | Movimento Sociale Italiano    | 4 639   | 4,34  |  |  |  |  |  |
|                                                                                | O. E. Pavese               | Lista Verde                   | 4 368   | 4,08  |  |  |  |  |  |
|                                                                                | A. V. Vigo                 | Partito Repubblicano Italiano | 3 072   | 2,87  |  |  |  |  |  |
|                                                                                | Francesco Surdich          | Democrazia Proletaria         | 2 436   | 2,28  |  |  |  |  |  |
|                                                                                | B. L. Ravera               | Liga Veneta-Pensionati Uniti  | 2 083   | 1,95  |  |  |  |  |  |
|                                                                                | M. E. Susan                | Partito Liberale Italiano     | 1 942   | 1,81  |  |  |  |  |  |
|                                                                                | I. Ricciardi               | Alleanza Popolare Pensionati  | 302     | 0,28  |  |  |  |  |  |
| Totale                                                                         | Totale                     | Totale                        | 107 001 | 100   |  |  |  |  |  |
|                                                                                |                            |                               |         |       |  |  |  |  |  |
| Voti non validi                                                                | Voti non validi            | Voti non validi               | 6 388   | 5,63  |  |  |  |  |  |
| Votanti                                                                        | Votanti                    | Votanti                       | 113 389 | 88,22 |  |  |  |  |  |
| Elettori                                                                       | Elettori                   | Elettori                      | 128 536 |       |  |  |  |  |  |
|                                                                                |                            |                               |         |       |  |  |  |  |  |
| Nota: quorum del 65% non raggiunto; ripartizione dei seggi a livello regionale |                            |                               |         |       |  |  |  |  |  |
| Data: 14 giugno 1987                                                           |                            |                               |         |       |  |  |  |  |  |
| Fonte: Ministero dell'interno                                                  |                            |                               |         |       |  |  |  |  |  |

### XI legislatura
|                                                                                | Maria Grazia Daniele Galdi ✔️ Eletta | Partito Democratico della Sinistra      | 28 273  | 26,82 |  |  |  |  |  |
|                                                                                | Costantino Modugno                   | Democrazia Cristiana                    | 18 258  | 17,32 |  |  |  |  |  |
|                                                                                | Agostino Ferretti                    | Lega Lombarda                           | 12 137  | 11,51 |  |  |  |  |  |
|                                                                                | Delio Meoli                          | Partito Socialista Italiano             | 11 334  | 10,75 |  |  |  |  |  |
|                                                                                | Giuliano Boffardi ✔️ Eletto          | Partito della Rifondazione Comunista    | 10 986  | 10,42 |  |  |  |  |  |
|                                                                                | Riccardo Garrone                     | Partito Repubblicano Italiano           | 6 142   | 5,83  |  |  |  |  |  |
|                                                                                | Benito Mignani                       | Movimento Sociale Italiano              | 4 342   | 4,12  |  |  |  |  |  |
|                                                                                | Osvaldo Emilio Pavese                | Federazione dei Verdi                   | 4 340   | 4,12  |  |  |  |  |  |
|                                                                                | Tarcisio Quirino Andreoletti         | Partito Pensionati                      | 2 315   | 2,20  |  |  |  |  |  |
|                                                                                | Claudio Canepa                       | Partito Liberale Italiano               | 2 070   | 1,96  |  |  |  |  |  |
|                                                                                | Bruno Rolle                          | Partito Socialista Democratico Italiano | 1 362   | 1,29  |  |  |  |  |  |
|                                                                                | Antiello Passariello                 | La Lega Casalinghe-Pensionati           | 1 344   | 1,28  |  |  |  |  |  |
|                                                                                | Andrea Domenico Tosa                 | Sì Referendum                           | 1 284   | 1,22  |  |  |  |  |  |
|                                                                                | Michele Torrente                     | Caccia Pesca Ambiente                   | 912     | 0,87  |  |  |  |  |  |
|                                                                                | Piero De Luigi                       | Federalismo - Pensionati Uomini Vivi    | 305     | 0,29  |  |  |  |  |  |
| Totale                                                                         | Totale                               | Totale                                  | 105 404 | 100   |  |  |  |  |  |
|                                                                                |                                      |                                         |         |       |  |  |  |  |  |
| Voti non validi                                                                | Voti non validi                      | Voti non validi                         | 5 910   | 5,31  |  |  |  |  |  |
| Votanti                                                                        | Votanti                              | Votanti                                 | 111 314 | 85,64 |  |  |  |  |  |
| Elettori                                                                       | Elettori                             | Elettori                                | 129 972 |       |  |  |  |  |  |
|                                                                                |                                      |                                         |         |       |  |  |  |  |  |
| Nota: quorum del 65% non raggiunto; ripartizione dei seggi a livello regionale |                                      |                                         |         |       |  |  |  |  |  |
| Data: 5 aprile 1992                                                            |                                      |                                         |         |       |  |  |  |  |  |
| Fonte: Ministero dell'interno                                                  |                                      |                                         |         |       |  |  |  |  |  |